# Chapoda festiva
Chapoda festiva är en spindelart som beskrevs av George William Peckham och Elizabeth Maria Gifford Peckham 1896. Chapoda festiva ingår i släktet Chapoda och familjen hoppspindlar. Inga underarter finns listade i Catalogue of Life.